# Hvangdzsu
Hvangdzsu (hangul: 황주군, Hvangdzsu-kun, handzsa: 黃州郡, RR: Hwangju-kun, ’sárga saras település’) megye Észak-Koreában, Észak-Hvanghe (Hwanghae) tartományban. Az újkőkorszak (neolitikum) óta lakott terület. Kogurjo (Goguryeo) idején a Tonghol (동홀; 冬忽, Tonghol) vagy Udongohol (우동어홀; 于冬於忽, Udongŏhol) nevet viselte. 905-ben nyerte el mai nevét. 1895-ben emelték megyei rangra.

## Földrajza
Északról Phenjan (P'yŏngyang) városhoz tartozó Kangnam megye és Csunghva (Chunghwa), keletről Jonthan (Yŏnt'an) és Szangvon (Sangwŏn), délről Szarivon (Sariwŏn) és Jonthan (Yŏnt'an), nyugatról Szongnim (Songrim), a Tedong (Taedong) és a Cserjong (Chaeryŏng), és annak túlpartján Nampho (Namp'o), a Dél-Hvanghe (Hwanghae) tartománybeli Anak és Uncshon (Ŭnch'ŏn) határolja.
Legmagasabb pontja a 481 méter magas Csongbangszan (정방산; 正方山, Chŏngbangsan).

## Közigazgatása
1 községből (up (ŭp)), 28 faluból (ri (ri)) áll:
| - Hvangdzsu-up (황주읍; 黃州邑, Hwangju-ŭp) - Kojon-ri (고연리; 高淵里, Koyŏn-ri) - Kvangcshon-ri (광천리; 光川里, Kwangch'ŏn-ri) - Kupho-ri (구포리; 九浦里, Kup'o-ri) - Kumszok-ri (금석리; 金石里, Kŭmsŏk-ri) - Neö-ri (내외리; 內外里, Naeoe-ri) - Tedong-ri (대동리; 大洞里, Taedong-ri) - Rjonggung-ri (룡궁리; 龍宮里, Ryonggung-ri) - Rjongcshon-ri (룡천리; 龍川里, Ryongch'ŏn-ri) - Szamdzson-ri (삼전리; 三田里, Samjŏn-ri) - Szamdzsong-ri (삼정리; 三井里, Samjŏng-ri) - Szamhun-ri (삼훈리; 三勳里, Samhun-ri) - Szokszan-ri (석산리; 石山里, Sŏksan-ri) - Szokcsong-ri (석정리; 石井里, Sŏkchŏng-ri) - Szonbong-ri (선봉리; 蒜峯里, Sŏnbong-ri) | - Szuncshon-ri (순천리; 順天里, Sunch'ŏn-ri) - Sinszang-ri (신상리; 新上里, Sinsang-ri) - Öszang-ri (외상리; 外上里, Oesang-ri) - Unszong-ri (운성리; 雲城里, Unsŏng-ri) - Inpho-ri (인포리; 仁浦里, Inp'o-ri) - Csangsza-ri (장사리; 長沙里, Changsa-ri) - Csangcshon-ri (장천리; 長川里, Changch'ŏn-ri) - Cshondzsu-ri (천주리; 天柱里, Ch'ŏnju-ri) - Cshoro-ri (철도리; 鐵島里, Ch'ŏro-ri) - Cshongnjong-ri (청룡리; 靑龍里, Ch'ŏngnyong-ri) - Cshongun-ri (청운리; 靑雲里, Ch'ŏngun-ri) - Cshimcshon-ri (침촌리; 沈村里, Ch'imch'on-ri) - Phonam-ri (포남리; 浦南里, P'onam-ri) - Hukkjo-ri (흑교리; 黑橋里, Hŭkkyo-ri) |

## Gazdaság
Hvangdzsu (Hwangju) megye gazdasága mezőgazdaságra, papírgyártásra, bútor- és ruhagyártásra épül.

## Oktatás
Hvangdzsu (Hwangju) megye egy mezőgazdasági egyetemnek, egy mezőgazdasági főiskolának, 32 általános és 32 középiskolának ad otthont.

## Egészségügy
A megye számos egészségügyi intézménnyel rendelkezik, köztük 1 megyei és több tucat helyi kórházzal.

## Közlekedés
A megye közutakon a szomszédos helységek felől közelíthető meg. A megye vasúti kapcsolattal rendelkezik, a Phjongbu (P'yŏngbu) és Szongnim (Songrim) vonalak része.